# Chopan
Chopan è una suddivisione dell'India, classificata come nagar panchayat, di 12.131 abitanti, situata nel distretto di Sonbhadra, nello stato federato dell'Uttar Pradesh. In base al numero di abitanti la città rientra nella classe IV (da 10.000 a 19.999 persone).

## Geografia fisica
La città è situata a 24° 31' 0 N e 83° 1' 60 E e ha un'altitudine di 158 m s.l.m..

## Società

### Evoluzione demografica
Al censimento del 2001 la popolazione di Chopan assommava a 12.131 persone, delle quali 6.678 maschi e 5.453 femmine. I bambini di età inferiore o uguale ai sei anni assommavano a 1.749, dei quali 900 maschi e 849 femmine. Infine, coloro che erano in grado di saper almeno leggere e scrivere erano 8.370, dei quali 5.137 maschi e 3.233 femmine.